# Herzele (Frankrijk)
Herzele (officieel: Herzeele) is een gemeente en een plaats in de Franse Westhoek, in het Franse Noorderdepartement (Frans: département du Nord). De gemeente telde op 1 januari 2022 1.627 inwoners. De gemeente ligt in Frans-Vlaanderen, in het midden van het Houtland, en de IJzer stroomt erdoorheen.  Herzele grenst aan de gemeenten Bambeke, Houtkerke, Winnezele, Oudezele, Wormhout en Wilder.

## Geschiedenis
Herzele werd voor het eerst vermeld in 1085, als Hersela, waarbij her voor leger staat en sela voor huis, zaal. Heer Lodewijk van Herzele ging in de 11e eeuw ter kruistocht en sneuvelde bij het beleg van Jeruzalem.

## Geografie
De oppervlakte van Herzele bedroeg op 1 januari 2022 17,17 vierkante kilometer; de bevolkingsdichtheid was toen 94,8 inwoners per km².

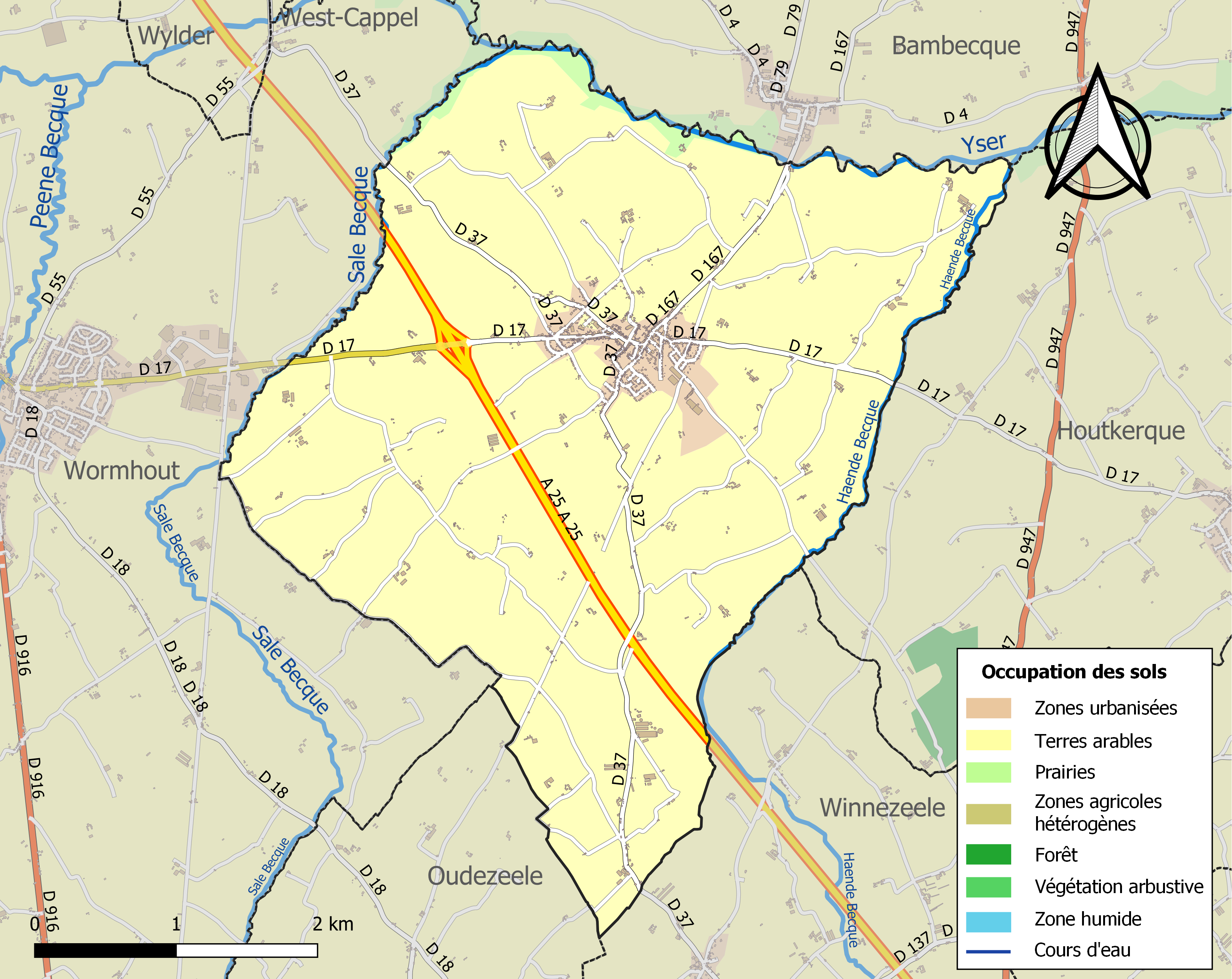
Kaart van de gemeente met belangrijkste infrastructuur, bodemgebruik en omliggende gemeenten

## Bezienswaardigheden
- De Onze-Lieve-Vrouw-Hemelvaartkerk (Église Notre-Dame de l'Assomption)
- Het Café des Orgues, een café met dansorgels.

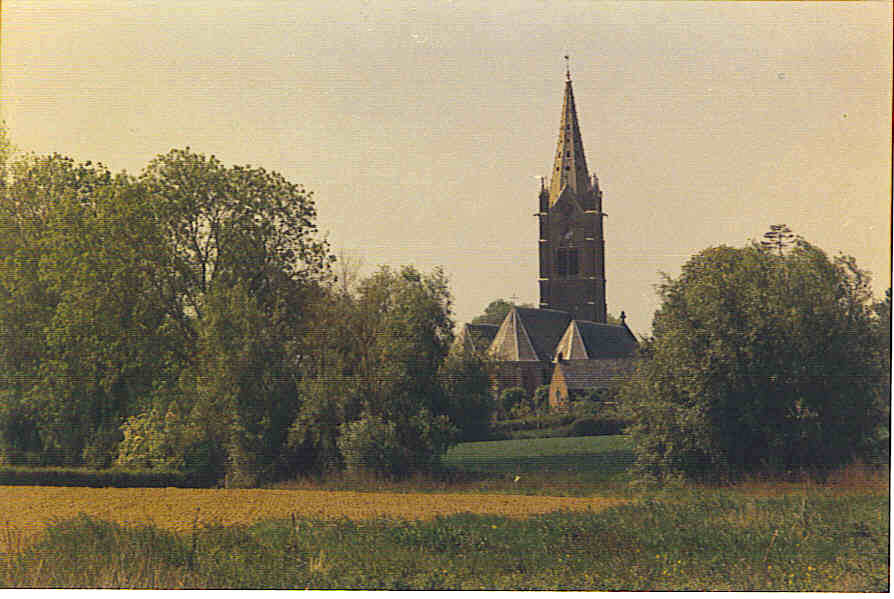
Zicht op de Onze-Lieve-Vrouw-Hemelvaartkerk van Herzele

## Natuur en landschap
In Herzele zijn voornamelijk landbouwactiviteiten en er is een natuurreservaat: de Vallei van de Kleine Beeke (Frans: Le Vallon de la Petite Becque). Verder naar het oosten loopt de Herzele, evenals de Kleine Beeke een zijriviertje van de IJzer. Herzele ligt aan de noordrand van het Houtland op een hoogte van 4-26 meter, waarbij het dorp op 12 meter hoogte ligt.

## Demografie
Onderstaande figuur toont het verloop van het inwonertal (bron: INSEE-tellingen).

## Nabijgelegen kernen
Houtkerke, Bambeke, Wilder, Wormhout, Oudezele, Winnezele
Arneke · Bambeke · Bavinkhove · Bissezele · Bollezele · Broksele · Buisscheure · Ekelsbeke · Eringem · Hardefoort · Herzele · Holke · Hondschote · Hooimille · Houtkerke · Killem · Krochte · Kwaadieper · Lederzele · Ledringem · Merkegem · Millam · Nieuwerleet · Noordpene · Ochtezele · Oostkappel · Oudezele · Rekspoede · Rubroek · Sint-Momelijn · Soks · Steenvoorde · Terdegem · Volkerinkhove · Warrem · Waten · Wemaarskappel · Westkappel · Wilder · Winnezele · Wormhout · Wulverdinge · Zegerskappel · Zermezele · Zuidpene
Armboutskappel · Arneke · Bambeke · Bavinkhove · Belle · Berten · Bieren · Bissezele · Blaringem · Boeschepe · Boezegem · Bollezele · Borre · Bray-Dunes · Broekburg · Broekkerke · Broksele · Buisscheure · Drinkam · Duinkerke · Ebblingem · Eke · Ekelsbeke · Eringem · Gijvelde · Godewaarsvelde · La Gorgue · Grand-Fort-Philippe · Grevelingen · Groot-Sinten · Hardefoort · Haverskerke · Hazebroek · Herzele · Holke · Hondegem · Hondschote · Hooimille · Houtkerke · Kaaster · Kapelle · Kapellebroek · Kassel · Killem · Kraaiwijk · Krochte · Kwaadieper · Lederzele · Ledringem · Leffrinkhoeke · Linde · Loberge · Loon · Meregem · Merkegem · Merris · Meteren · Millam · Moerbeke · Niepkerke · Nieuw-Berkijn · Nieuw-Koudekerke · Nieuwerleet · Noordpene · Ochtezele · Okselare · Oostkappel · Oud-Berkijn · Oudezele · Pitgam · Pradeels · Rekspoede · Rubroek · Ruisscheure · Sint-Janskappel · Sint-Joris · Sint-Mariakappel · Sint-Momelijn · Sint-Pietersbroek · Sint-Silvesterkappel · Sint-Winoksbergen · Soks · Spijker · Stapel · Steenbeke · Steenvoorde · Steenwerk · Stegers · Stene · Strazele · Terdegem · Téteghem-Coudekerque-Village · Tienen · Uksem · Vleteren · Volkerinkhove · Waalskappel · Warrem · Waten · Wemaarskappel · Westkappel · Wilder · Winnezele · Wormhout · Wulverdinge · Zegerskappel · Zerkel · Zermezele · Zoeterstee · Zuidkote · Zuidpene